# Haven van Amsterdam
De haven van Amsterdam is een binnenhaven in Amsterdam. De Haven van Amsterdam had een overslagvolume van 63 miljoen ton in 2023. Daarmee is het de 14de drukste haven in Europa qua overslagvolume, en de tweede grootste haven van Nederland, na de Haven van Rotterdam.
De haven ligt aan de oever van een voormalige baai genaamd het IJ en het Noordzeekanaal, waarmee het verbonden is met de Noordzee. De haven werd voor het eerst gebruikt in de 13e eeuw. In de 17e eeuw was het een van de belangrijkste havens van de VOC.
De haven van Amsterdam is, evenals de haven van Rotterdam, een van de twee grootste petroleum- en kolenhavens van Europa. Kolenschepen komen uit Colombia, de Verenigde Staten, Zuid-Afrika en Rusland, waarbij 70% van de steenkolen doorgevoerd worden naar Duitsland. Ruwe olie wordt geïmporteerd vanuit onder meer Rusland, Noorwegen, Saudi-Arabië, het Verenigd Koninkrijk en Nigeria.

## Beheer
Het gemeentebestuur van Amsterdam heeft Port of Amsterdam aangewezen voor het beheer, exploitatie en ontwikkeling van de haven van Amsterdam. Vanaf 1 april 2013 is het havenbedrijf verzelfstandigd, met de gemeente Amsterdam als enige aandeelhouder. Deze organisatie beheert ruim 1.900 hectare havengebied, zoals haventerreinen, los- en laadkades, wegen, spoorwegen en 600 hectare vaarwater. In 2008 werkten in het Noordzeekanaalgebied bijna 65.000 mensen dankzij de haven, waarvan ongeveer de helft in Amsterdam.

## Zeehavens Amsterdam
De Haven van Amsterdam maakt deel uit van de regio Zeehavens Amsterdam, bestaande uit de havens van Amsterdam, Zaanstad, Beverwijk en Velsen/IJmuiden. De Amsterdamse haven is daarvan veruit de grootste. Zeehavens Amsterdam was in 2013, naar overslag gemeten, de 4e haven regio van Europa met een marktaandeel van 8%. 

## Geschiedenis

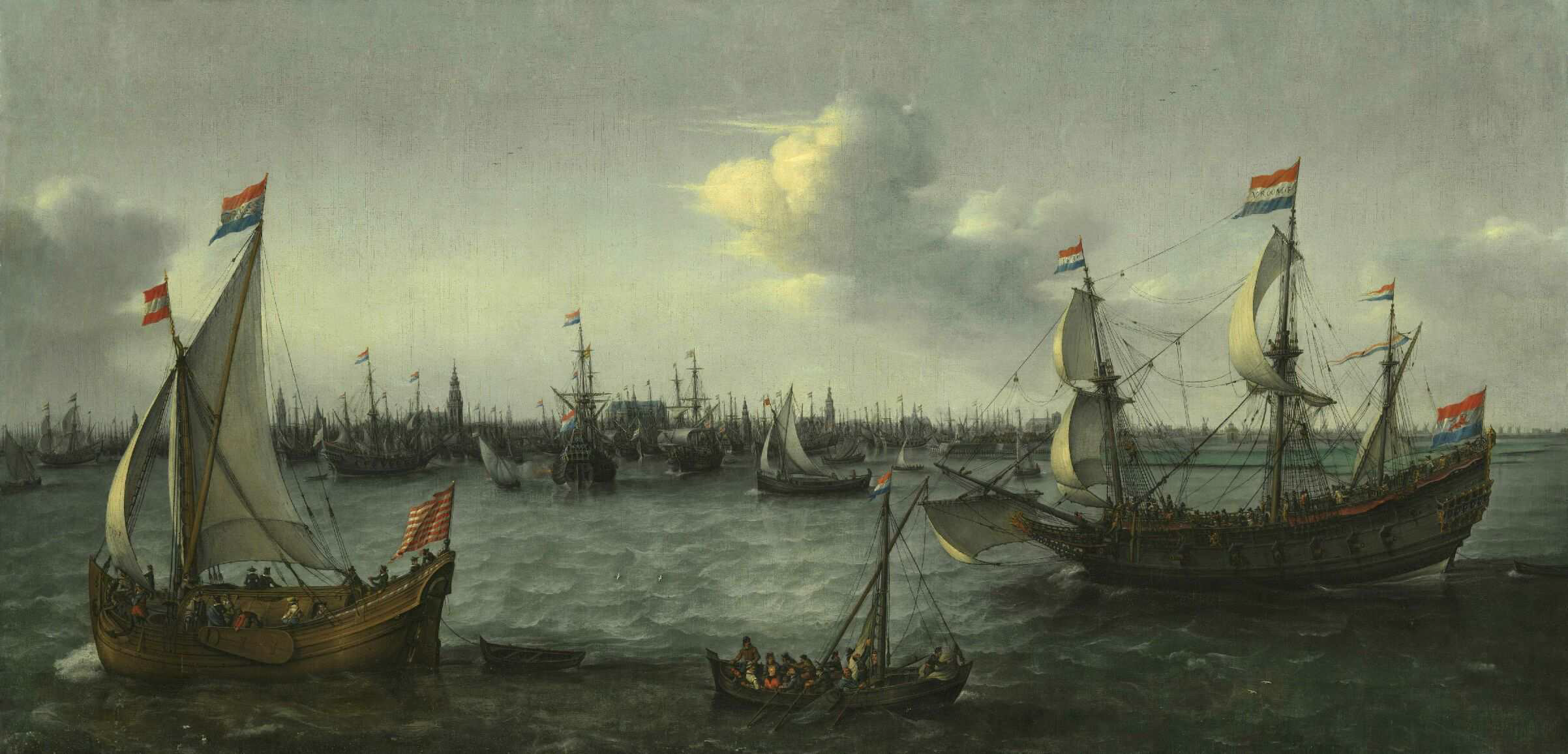
De haven van Amsterdam in 1630, Hendrick Cornelisz. Vroom

De haven van Amsterdam en de stad Amsterdam zijn vanaf het ontstaan in de 13e eeuw nauw met elkaar verbonden.
De monding van de Amstel, tussen de Dam en het IJ, was de oudste haven van Amsterdam. Langs het Damrak en de Warmoesstraat verrezen de huizen van kooplieden die een belangrijke rol speelden in de ontwikkeling van de haven en de handel in Amsterdam.
In de 16e eeuw breidde de haven zich uit naar de Lastage, een buurt aan de oostkant van de oude Binnenstad, waar ook scheepsbouw plaatsvond. In de 17e eeuw werden eilanden in het IJ aangeplempt die tevens een plaats boden voor uitbreiding van de havenactiviteiten, dit werden de Westelijke Eilanden en de Oostelijke Eilanden.
De haven van Amsterdam was met de Noordzee verbonden via de Zuiderzee. Deze verzandde steeds meer, zodat een betere verbinding nodig werd. Het Noordhollands Kanaal, gegraven op initiatief van Koning Willem I, van Amsterdam naar Den Helder, werd voltooid in 1825.
Dit kanaal voldeed al snel niet meer aan de eisen van het scheepvaartverkeer. Pas met de opening van het Noordzeekanaal van Amsterdam naar IJmuiden in 1876 heeft de Amsterdamse haven een goede, rechtstreekse verbinding met de Noordzee. Langs het kanaal werden de IJpolders gerealiseerd. Daarna zette een nieuwe groei- en bloeiperiode voor de Amsterdamse haven in. Aan het einde van de 19e eeuw werden nieuwe havens in het nu afgesloten IJ aangelegd: het Oostelijk Havengebied. Ook langs het Noordzeekanaal en in Amsterdam-Noord werden nieuwe havens gegraven. De oorspronkelijke haven ter hoogte van de Amstelmonding verloor zijn functie met de aanleg van het Centraal Station op drie aangeplempte eilanden in het IJ.
Een verbeterde verbinding met het achterland werd gevormd met de ingebruikname van het Merwedekanaal in 1892, waardoor een betere verbinding met de grote rivieren ontstond. Met de verbreding van dit kanaal en de verlenging tot aan Tiel werd het Amsterdam-Rijnkanaal gerealiseerd. Na de opening hiervan in 1952 had Amsterdam een goede verbinding gekregen met de belangrijkste scheepvaartverbinding naar Duitsland.
Tijdens de Tweede Wereldoorlog kwam de haven onder bevel te staan van een Duitse Hafencommandant. De toegang tot het Noordzeekanaal was geblokkeerd door gezonken schepen tussen de pieren bij IJmuiden. Liepen in 1939 nog zeeschepen de haven binnen met een bruto inhoud van 22 miljoen m³, in 1941 was dit al gedaald tot bijna nihil.
De haven werd regelmatig gebombardeerd door de geallieerden, maar het zwaartepunt lag vooral op de industrie die wapens kon leveren aan de Wehrmacht, zoals de Fokker vliegtuigfabriek aan de Papaverweg in Amsterdam-Noord. Tussen september en oktober 1944 maakte het Duitse leger de haven onbruikbaar; systematisch werden de haveninstallaties, kranen, loodsen, kademuren en andere faciliteiten opgeblazen met springstoffen. De taxaties voor de schade lopen uiteen, maar deze werd in 1946 geraamd op 60 miljoen gulden voor het hele Noordzeekanaalgebied. De herstelwerkzaamheden duurden tot in de jaren vijftig.
In het kader van het Algemeen Uitbreidingsplan werd vanaf de jaren vijftig het Westelijk Havengebied sterk uitgebreid. Het Oostelijk Havengebied verloor meer en meer zijn functie en werd vanaf de jaren negentig ingericht tot woonwijk.
Van de 15e tot de 19e eeuw was Amsterdam de belangrijkste haven van Holland, daarna nam Rotterdam die functie over. Sindsdien is Amsterdam de tweede haven van Nederland.
In het begin van de 21e eeuw is de Afrikahaven aangelegd, een nieuw havenbekken waar in 2006 een kolen terminal en in 2012 een grote Vopak terminal, in de kleinste insteekhaven (Madagascarhaven) is bestemd voor de overslag van voedingsmiddelen en containers uit Engeland.
Amsterdam is tegenwoordig gespecialiseerd in de aanvoer, opslag en doorvoer van brandstoffen, met name benzine. Verder is ze een belangrijke cruisehaven. De haven van Amsterdam is bereikbaar via de IJgeul voor de kust van IJmuiden.
In september 2016 is de start van de nieuwe zeesluis bij IJmuiden officieel van start gegaan. De nieuwe sluis wordt 500 meter lang, 70 meter breed en 18 meter diep en is geschikt voor de nieuwe generatie cruise-, bulk- en containerschepen. De opening van de sluis werd op 26 januari 2022 verricht door zijne majesteit de koning. Met de nieuwe sluis kan de overslag in de haven uitgroeien tot maximaal 125 miljoen ton in 2030.

## Verzelfstandiging
Het havenbedrijf maakte altijd onderdeel uit van de gemeente Amsterdam. Vanaf 1 april 2013 werd de gemeente Amsterdam enig aandeelhouder van het nieuwe havenbedrijf. Het is de intentie dat over drie jaar andere overheidspartijen medeaandeelhouders worden, te denken valt aan regiogemeentes en provincie Noord-Holland. Het verzelfstandigde Havenbedrijf Amsterdam NV gaat met ingang van 1 april 2013 van start. Het besluit werd vertraagd in afwachting van een burgerinitiatief om een referendum te organiseren. Het initiatief leverde echter onvoldoende handtekeningen op. Amsterdam staat hierin niet alleen, in 2004 werd het Havenbedrijf Rotterdam N.V. verzelfstandigd en de haven van Zeeland is onlangs ook verzelfstandigd.

## Overslaggegevens
De Haven van Amsterdam had een overslagvolume van 63 miljoen in 2023. Het is daarmee de 14de grootste haven in Europa en de 2de grootste in Nederland na de Haven van Rotterdam.
In de onderstaande figuur staat de ontwikkeling van de behandelde vracht in een paar grootste Europese havens. De hoeveelheden zijn uitgedrukt in miljoenen tonnen vracht die zijn aan- en afgevoerd. Amsterdam laat van de hier genoemde havens de sterkste groei zien sinds 2005. Vooral de overslag van olieproducten heeft hieraan bijgedragen. Amsterdam ontwikkelt zich als zeer belangrijke haven op dit gebied en deze positie zal verder worden versterkt met de opening in 2012 van een nieuwe en grote olieterminal van Vopak in de Afrikahaven:
| Haven                           | 1990  | 1995  | 2000  | 2005  | 2010  | 2011  | 2012  | 2013  | 2014  | 2015  | 2016  | 2017  | 2018  | 2019  | 2023  |
| ------------------------------- | ----- | ----- | ----- | ----- | ----- | ----- | ----- | ----- | ----- | ----- | ----- | ----- | ----- | ----- | ----- |
| Haven van Rotterdam             | 287,9 | 293,4 | 322,4 | 370,2 | 429,9 | 434,6 | 441,5 | 440,5 | 444,7 | 466,4 | 461,2 | 467,4 | 469,0 |       | 438,8 |
| Haven van Antwerpen (en Brugge) | 102,0 | 108,1 | 130,5 | 160,1 | 178,2 | 187,2 | 184,1 | 190,8 | 199,0 | 208,4 | 214,1 | 223,6 | 235,3 |       | 271,0 |
| Haven van Novorossiysk          |       |       |       |       |       |       |       |       |       |       |       |       |       |       | 161,4 |
| Haven van Hamburg               | 61,4  | 72,1  | 85,1  | 125,7 | 121,2 | 132,2 | 130,9 | 139,1 | 145,7 | 137,8 | 138,2 | 136,5 | 135,1 |       | 114,3 |
| Haven van Ust-Luga              |       |       |       |       |       |       |       |       |       |       |       |       |       |       | 112,5 |
| Haven van Algeciras             |       |       |       |       |       |       |       |       |       |       |       |       |       |       | 107,0 |
| Haven van Constanța             |       |       |       |       |       |       |       |       |       |       |       |       |       |       | 92,5  |
| Marseille                       |       |       |       | 96,6  | 86,0  | 88,1  | 85,6  | 79,9  | 78,5  | 81,7  | 80,6  | 80,3  | 80,5  |       | 72,0  |
| Amsterdam                       | 47,0  | 50,3  | 63,9  | 74,9  | 90,6  | 92,9  | 94,3  | 95,7  | 97,8  | 96,5  | 96,8  | 100,8 | 101,8 | 105,0 | 63,0  |

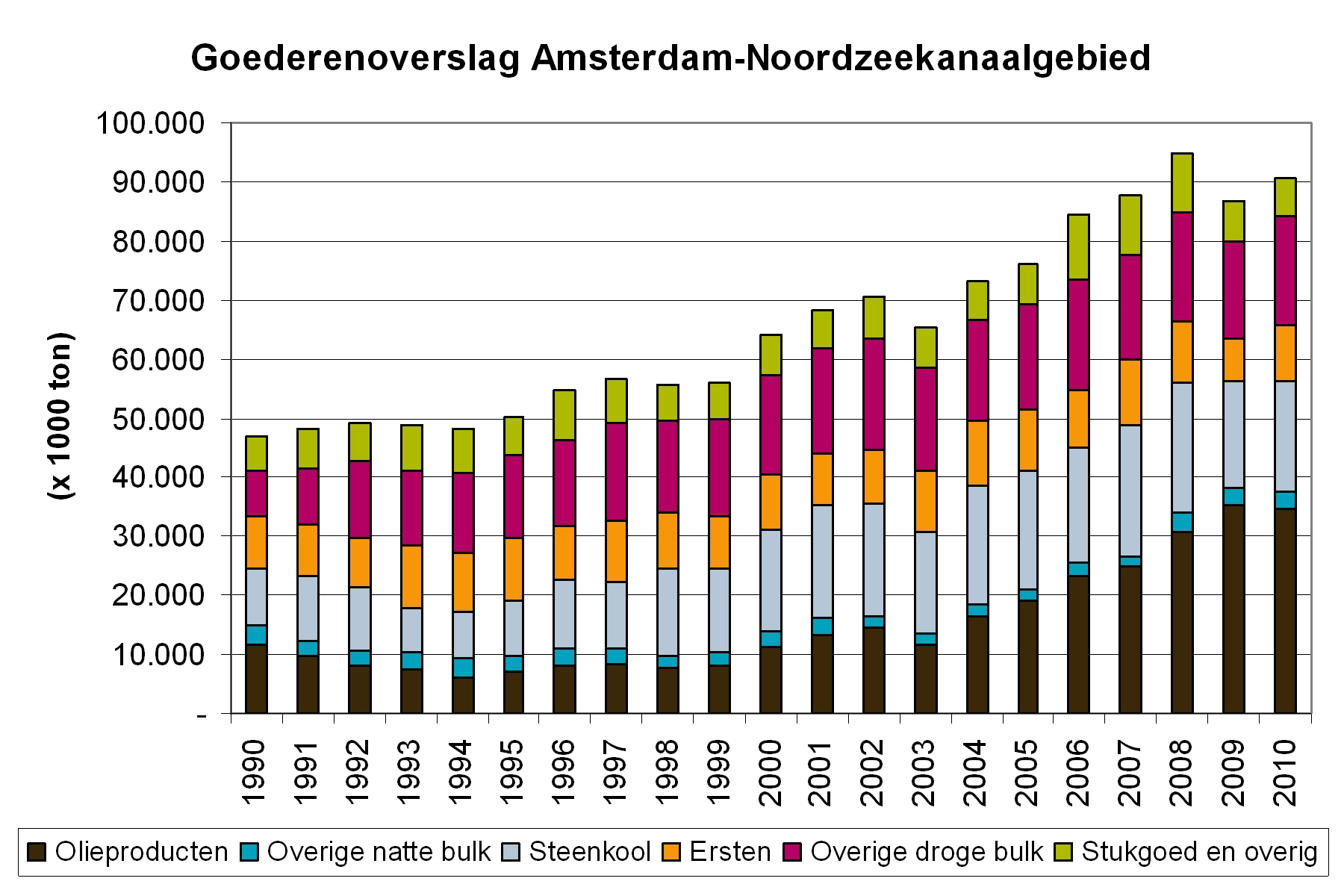
Goederenoverslag in Amsterdam-Noordzeekanaal gebied van 1990-2010.

In 1990 werd er in Amsterdam en de andere havens in het Noordzeekanaalgebied in totaal 47 miljoen ton aan goederen overgeslagen. Amsterdam was toen reeds met 31 miljoen ton de grootste haven in de regio. In 2010 waren deze cijfers 91 miljoen ton en 73 miljoen ton respectievelijk. De overslag van de haven van IJmuiden, de nummer twee in de regio, is in deze periode relatief constant gebleven op zo'n 20 miljoen ton per jaar. Dit betreft vooral steenkool en ijzererts voor de Hoogovens staalfabriek. De sterke groei van het overslag in de Amsterdamse haven tussen 1990 en 2010 was vooral opgetreden bij de verwerking van olieproducten; hiervan is de overslag gestegen van 11,7 miljoen ton naar bijna 35 miljoen ton. Steenkool heeft ook een belangrijke groei in het overslagvolume laten zien, van 5,5 miljoen ton naar ruim 14 miljoen ton over dezelfde periode.
In totaal bezochten 117 zeecruiseschepen en 2282 riviercruiseschepen Amsterdam in 2019.

## Havenmeesters
Sinds de Gouden Eeuw (16de eeuw) was de havenmeester van Amsterdam gezeteld in de Schreierstoren op de Prins Hendrikkade 94. In 1960 verhuisde het hoofdkantoor naar het Havengebouw aan De Ruijterkade.
In 2004 werd Astrid Kee de eerste vrouwelijke havenmeester (CEO) van een zeehaven ter wereld, als opvolger van Cor Oudendijk. Per 1 april 2010 werd Astrid Kee opgevolgd door Janine van Oosten, als havenmeester, hoofd Nautische Sector van Haven Amsterdam en directeur van het Centraal Nautisch Beheer. In 2015 is Janine van Oosten opgevolgd door Marleen van de Kerkhof. Koen Overtoom is de havenmeester sinds 2016.

## Havens
Van oost naar west zijn de belangrijkste havens in het Amsterdamse havengebied:
- Entrepothaven;
- Spoorwegbassin;
- Ertshaven;
- IJhaven;
- Oosterdok;
- Westerdok;
- Houthaven;
- Minervahaven;
- Mercuriushaven;
- Vlothaven;
- Coenhaven;
- Petroleumhaven;
- Jan van Riebeeckhaven;
- Usselincxhaven;
- Carl Reijniershaven;
- Westhaven, met de Sonthaven, Bosporushaven, Suezhaven, Beringhaven, Mainhaven, Moezelhaven en Hornhaven;
- Amerikahaven, met de Australiëhaven en Aziëhaven;
- Afrikahaven.